# Manoir de la Tuilerie
Le château de la Tuilerie est une maison noble situé sur la commune de Jaulges, dans le département de l'Yonne, en France.

## Localisation
Il se trouve au sud du village, en position isolée.

## Historique
Il appartient à la famille de Drouas depuis le XVIIIe siècle.
L'édifice est inscrit partiellement au titre des monuments historiques par arrêté du 21 mars 1988.